# Maison B. Harley Bradley
La maison B. Harley Bradley est une maison conçue par Frank Lloyd Wright, construite dans le style Prairie School à Kankakee, dans l'Illinois, en 1900-1901.

## Histoire
B. Harley Bradley et son épouse, Anna Hickox Bradley, étaient le beau-frère et la sœur de Warren Hickox, dont la Maison Warren Hickox, située à côté de la Bradley House, avait été conçue par Wright. Celle-ci, la Maison Bradley et la Maison Willits, également construites en 1901 à Highland Park, dans l'Illinois, font partie des premières résidences de la Prairie School conçues par Wright et construites selon ses spécifications.
La Maison Bradley mesure 12 000 pieds carrés (1 115 m2). Elle comprend un espace résidentiel de 6 000 pieds carrés (557 m2), un sous-sol de 3 000 pieds carrés (279 m2) et une écurie de 3 000 pieds carrés reliée au bâtiment principal par une passerelle. La maison est gérée par l'organisme Wright à Kankakee.
Le « style Prairie » est ainsi nommé parce que Wright, l'architecte pionnier du style, a travaillé avec ses clients pour développer des espaces architecturaux inspirés du paysage large et horizontal et des formes végétales naturelles de la prairie d'herbes hautes qui entourait Kankakee. La maison présente de longues rangées de fenêtres, des vitraux et une ligne de toit à faible pente. On y retrouve 82 des 90 vitraux d'origine. La maison comprenait également des aménagements et des meubles conçus ou choisis par Wright.
La maison B. Harley Bradley est inscrite au registre national des lieux historiques le 22 août 1986. Le 2 juin 2009, elle est reconnue  par le National Park Service.